# スパイ・ファミリー (映画)
スパイ・ファミリーとは、2020年に公開されたアメリカ合衆国のアクション映画である。

## あらすじ
何百万人の命を奪える生物兵器がテロリストに盗まれてしまった為、エリートスパイの男が工作員の男として奪還に向かうが、拉致されてしまう。そこで幼い頃から父から、スパイの教育を得た、娘が助けに向かったのである。

## キャスト
| 役名         | キャスト名                                   |
| ------------ | -------------------------------------------- |
| スカーレット | メラニー・ストーン（日本語吹替：本多真梨子） |
| カル         | ブライアン・クラウス                         |
| ショーン     | デヴィッド・マコーネル                       |
| オロスキ     | ゲイブ・キャスドーフ                         |
| マシュー     | メイソン・D・デイヴィ                        |
| ガーザ       | ピンギ・モリ                                 |

## スタッフ
- 監督 - ジョン・ライド
- 脚本 - ブリタニー・ウィスカム
- 制作総指揮 - ブライアン・ブラフ
- 音楽 - クリストファー・デュッセ
- 撮影・編集 - ジョン・ライド[3]